# 聖約翰 (堪薩斯州)
聖約翰（英語：St. John）是一個位於美國堪薩斯州斯塔福德縣的城市。同時該地也是斯塔福德縣的縣治。

## 地方資料
聖約翰的座標為38°00′08″N 98°45′36″W / 38.00222°N 98.76000°W，而該地的海拔高度為581米（即1906英尺）。根據2010年美國人口普查，該地共人口1228人，而該地的面積約為5.04平方千米。